# Leszek Kokoszka
Leszek Kokoszka [lešek kokoška] (* 11. dubna 1951 Nowy Targ) je bývalý polský hokejový útočník. 

## Hráčská kariéra

### Klubová kariéra
Hrál za týmy Podhale Nowy Targ (1965–1975), Legia Warszawa (1976–1977), ŁKS Łódź (1977–1981), v Rakousku za Innsbrucker EV (1981), v Itálii za SG Cortina (1981–1982) a v nižších soutěžích v Německu. Získal 5 titulů mistra Polska. V polské lize nastoupil ve 390 utkáních a dal 262 gólů. V letech 1979, 1981, 1982 a 1983 byl nejlepším střelcem polské ligy.

### Reprezentační kariéra
Polsko reprezentoval na olympijských hrách v roce 1976 a 1980 a na 5 turnajích mistrovství světa v letech 1971, 1976, 1977, 1979 a 1981. Za polskou reprezentaci nastoupil v letech 1971–1981 ve 71 utkáních a dal 41 gólů.